# Canon de 3 pouces/23 calibres
Le canon de 3 pouces/23 calibres est le canon anti-aérien standard des destroyers américains pendant la Première Guerre mondiale et les années 1920.

## Description

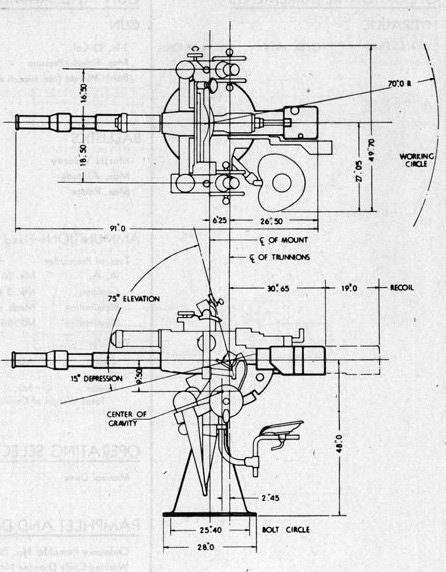
Diagrammes du canon montrant son élévation.

Le canon fretté avec un bloc de culasse coulissant vertical pèse environ 531 livres (241 kg) et utilise des munitions fixes (caisse et projectile manipulés comme une seule unité assemblée) avec projectile de 16,5 livres (7,5 kg) à une vitesse de 1 650 pieds par seconde (500 m/s). La portée pratique atteint 10 100 yards (9 235 mètres) à 45 degrés. Le plafond pratique s'élève à 18 000 pieds (5 500 mètres) à une altitude maximale de 75 degrés.

## Histoire
Le canon de 3 pouces/23 calibres est le premier canon anti-aérien spécialement conçu pour le service opérationnel dans l'armée américaine, et résulte d'un développement ultérieur d'un concept de canon de 1 livre conçu par l'amiral Twining pour répondre à la menace possible des dirigeables en cours de construction par diverses marines.
Une version partiellement rétractable est montée comme canon de pont sur les classes de sous-marins L, M-1, AA-1 et O.
Lorsque la Seconde Guerre mondiale éclate, le canon s’avère obsolète et les destroyers américains survivants construits pendant la Première Guerre mondiale armées du canon de 23 calibres seront réarmés avec des canons à double usage de 3 pouces/50 calibres. Pendant la Seconde Guerre mondiale, dans les zones où la menace aérienne est inexistante, le canon de 3 pouces/23 calibres est utilisé dans le rôle surface-surface pour la lutte contre les submersibles, et est monté sur des chasseurs de sous-marins, des yachts armés et divers navires auxiliaires. Certains grands navires de guerre transportent temporairement des canons de 23 calibres en attendant l'installation de canons quadruples de 1,1 pouce/75 calibres (en).
Le canon est équipé sur les classes de navires suivants :
- Classe AA-1
- Classe Active
- Classe Aylwin (en)
- Classe Caldwell (en)[4]
- Classe Colorado
- Classe Clemson[4]
- Classe Dubuque (en)
- Classe Florida
- Classe Klondike (en)
- Classe L
- Classe M
- Classe O
- Classe PGM-1 (en)
- Classe SC-1
- Classe SC-497
- Classe Wickes[4]